# (10023) Vladifedorov
(10023) Vladifedorov (1979 WX3) – planetoida z grupy pasa głównego asteroid okrążająca Słońce w ciągu 3,8 lat w średniej odległości 2,43 j.a. Odkryta 17 listopada 1979 roku.